# Nami Otakeová
Nami Otakeová (japonsky 大竹 七未, * 30. července 1974 Mačida) je bývalá japonská fotbalistka.

## Reprezentační kariéra
Za japonskou reprezentaci v letech 1994 až 1999 odehrála 46 reprezentačních utkání. Byla členkou japonské reprezentace i na Mistrovství světa ve fotbale žen 1995, 1999 a Letních olympijských hrách 1996.

## Statistiky
| Japonsko | Japonsko | Japonsko |
| Roky     | Záp.     | Góly     |
| -------- | -------- | -------- |
| 1994     | 6        | 3        |
| 1995     | 8        | 4        |
| 1996     | 7        | 0        |
| 1997     | 6        | 6        |
| 1998     | 9        | 5        |
| 1999     | 10       | 11       |
| Celkem   | 46       | 29       |

## Úspěchy

### Reprezentační
- Mistrovství Asie:  1995;  1997